# Agaricia
Genre
Agaricia est un genre de scléractiniaires (coraux durs) de la famille des Agariciidae.

## Liste sous-taxons
Le genre Agaricia comprend les espèces suivantes :
| Selon World Register of Marine Species (9 août 2015) : - Agaricia agaricites Linnaeus, 1758 - Agaricia fragilis Dana, 1848 - Agaricia grahamae Wells, 1973 - Agaricia humilis Verrill, 1901 - Agaricia lamarcki Milne Edwards & Haime, 1851 - Agaricia tenuifolia Dana, 1848 - Agaricia undata Ellis & Solander, 1786 | Selon ITIS (9 août 2015) : - Agaricia agaricites (Linnaeus, 1758) - Agaricia cailleti (Duchassaing & Michelotti, 1864) - Agaricia fragilis Dana, 1846 - Agaricia grahamae Wells, 1973 - Agaricia humilis Verrill, 1902 - Agaricia incrustans (Quelch, 1886) - Agaricia lamarcki Milne-Edwards & Haime, 1851 - Agaricia tenuifolia Dana, 1846 - Agaricia undata (Ellis & Solander, 1786) |

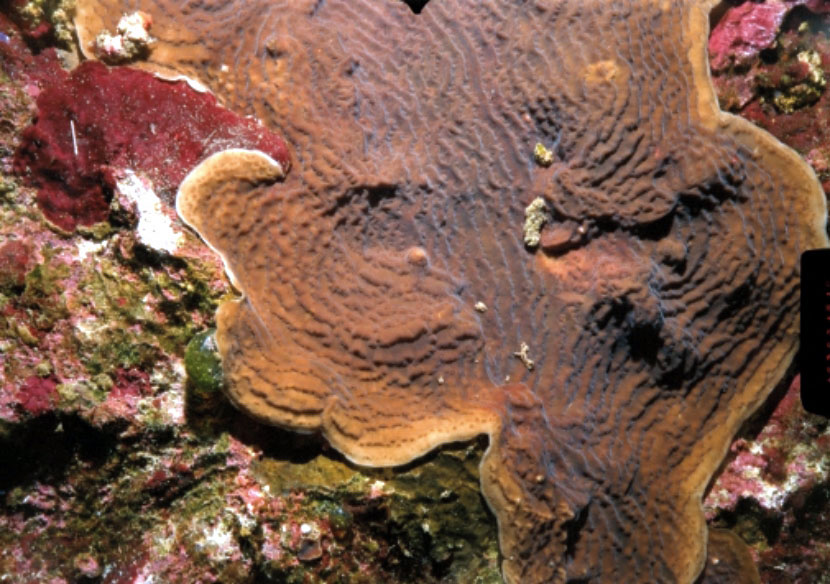
Agaricia grahamae
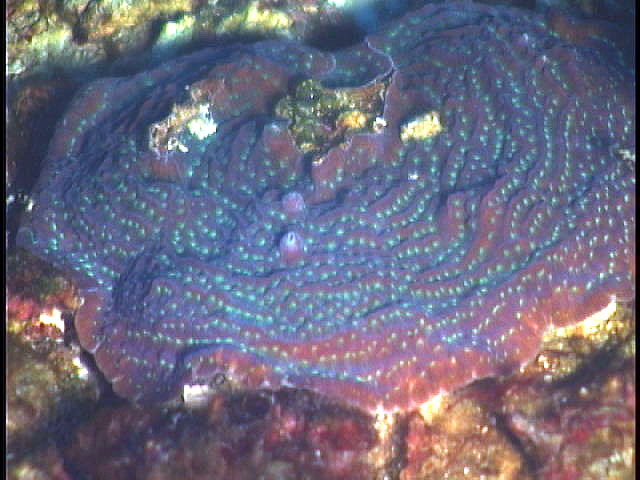
Agaricia lamarcki